# Paronychia bungei
Paronychia bungei är en nejlikväxtart som beskrevs av Pierre Edmond Boissier. Paronychia bungei ingår i släktet prasselörter, och familjen nejlikväxter. Inga underarter finns listade i Catalogue of Life.